# Centaurea paui
Centaurea paui es una especie de planta herbácea del género Centaurea de la familia de las asteráceas.

## Descripción
Es una planta herbácea perenne, con indumento de pelos lanuginosos que le dan un aspecto blanquecino/grisáceo. Es multicaule, con tallos de 15-60 cm de largo, erectos o algo tendidos, angulosos, longitudinalmente acostillados y algo foliosos en su parte inferior. Las hojas, de hasta 10 por 3 cm, son pecioladas en la roseta basal y sentadas en el resto del tallo donde son cada vez menores hacía el ápice. Todas están cubiertas de un denso indumento araneoso/lanuginoso y cortos acúleos, las basales y caulinares  pinnatipartidas a pinnatisectas, con lóbulos elípticos u oblongos, mucronados y de margen liso o algo aserrado; las superiores enteras y lineares. Los capítulos son terminales, solitarios y pedunculados. El involucro, de 10-16 por 7-10 mm, es ovoide, con brácteas imbricadas en 7-8 series, gradualmente mayores desde fuera hacia dentro, de ovadas a ovado-oblongas, adpresas, con nervios longitudinales, con apéndice apical anchamente triangular, erecto, glabro, negruzco, pectinado-fimbriado, con 5-7 pares de flecos laterales de 1-2 mm, decurrente lateralmente en unas alas membranáceas de 1-1,5 mm de anchura y rematado en espina apical retrorsa; mientras las brácteas más internas son oblongo-lineares, con margen hialino y apéndice apical escarioso. Los flósculos periféricos, neutros, tienen la corola de 16-17 mm, con tubo de color blancuzco y el limbo purpúreo vivo, con 4 o 5 lóbulos de 4-6,5 mm, lanceolados, desiguales; la de los flósculos centrales, hermafroditos, mide 12,5-15,5 mm, con el tubo y el limbo de 6,5-8 mm, del mismo color púrpura que los periféricos, con 5 lóbulos de 3,5-4,5 mm, linear-lanceolados, desiguales. Las cipselas, de 3,5-4,5 por 1,5 mm, son obovoidas, inconspicuamente vilosas, apicalmente truncadas con la placa apical de reborde subentero y nectario persistente central pentalobulado; están coronadas por un vilano persistente doble: el externo con varias filas de setas desiguales, lineares, denticuladas, blanquecinas, y el interno con una sola fila de setas mucho más cortas, conniventes, lisas y laceradas solo en el ápice. El hilo cárpico es lateral y con eleosoma.

## Distribución y hábitat
Es un endemismo en peligro de extinción de la Sierra de Espadán y de la Sierra de Espina, limítrofe con la anterior al noroeste, en el sur de la Provincia de Castellón de la Plana, en el Levante español. Sin embargo, la especie no está incluida en la Lista Roja de las Especies Amenazadas del IUCN del 2016 e, incluso, se ha señalado que, durante estos últimos años, se ha recuperado y que ya no estaría amenazada.
Es planta hemicriptofita que crece en grietas de matorrales pedregosos en terrenos esencialmente silíceos —en particular sobre las areniscas rojas basales triásicas del Buntsandstein—, desde 200 m hasta 1400 m de altitud. Florece en abril-mayo y fructifica en julio.

## Híbridos
Como es habitual en el género Centaurea, hay tendencia a la hibridación entre especies que conviven en la misma zona o en zonas geográficamente próximas. En localidades cercanas al locus typicus de la especie, se pueden observar individuos con caracteres intermedios entre la especie y Centaurea beltrani y otros intermedios con Centaurea boissieri pinae (Centaurea × sanctae-barbarae).

## Taxonomía
Centaurea paui fue descrita por Francisco Loscos Bernal ex Heinrich Moritz Willkomm y publicado en Illustr. Fl. Hisp., vol. 2, p. 141, t. 174a, 1892 Archivado el 2 de octubre de 2016 en Wayback Machine.; y Suppl. Prodr. Fl. Hisp., p. 94, 1893 Archivado el 2 de octubre de 2016 en Wayback Machine.
Etimología
- Centaurea: nombre genérico que procede del griego χενταυρος, centaurēus, -a, -um en latín, «propio del Centauro», vocablo que designaba unos seres mitológicos de las montañas de Tesalia, mitad hombre y mitad caballo, donde sobresalía Quirón, médico y preceptor de muchos héroes mitológicos, como Hércules, pues según cuenta Plinio el Viejo, Historia Naturalis, 25, 66: “Se dice que Quirón se curó con la ‘centaura’ cuando cayó sobre su pie una flecha al manejar las armas de Hércules, por lo cual algunos la llaman «planta de Quirón»”(«Centaurio curatus dicitur Chiron, cum Herculis excepti hospitio pertractanti arma sagitta excidisset in pedem, quare aliqui Chironion vocant.»).[3] O sea, y en definitiva, «la planta que usó el Centauro Quiron para curarse de una herida». También en Virgilio en las Georgicas (4,270) como centaurēum, -i, y, mucho más tarde, en Isidorus Hispalensis (17, 9, 33), como centauria, -ae.[9]
- paui: epíteto otorgado en honor del botánico español Carlos Pau Español.

Sinonimia
- Acosta boissieri subsp. funkii (Sch.Bip. ex Willk.) Fern.Casas & Susanna
- Acosta paui (Loscos ex Willk.) Fern.Casas & Susanna
- Centaurea boissieri subsp. paui (Loscos ex Willk.) Dostál
- Centaurea funkii Pau
- Centaurea funkii var. melanolepis Willk.
- Centaurea montgoi Pau[10][5]

Citología
Número de cromosomas de Centaurea paui: 2n=18

## Propagación y conservación
Técnicas de reproducción ex situ in vitro, innovadoras en su día, han sido probadas y desarrolladas a partir de esta especie, con el objetivo esperanzador de poner a punto un sistema de propagación para taxones amenazados de extinción. Después de probar diversas, laboriosas y complejas preparaciones químicas de trozos de tallo, en sus partes nodales, se obtuvo un éxito del 40% de enraizamiento en menos de un mes, y el 70% de estas plántulas se transfirieron favorablemente a condiciones ex vitro.